# Yeoju
Yeoju est une ville de la province du Gyeonggi, en Corée du Sud. Anciennement classée en tant que district (gun), elle a obtenu le statut de ville (si) le 23 septembre 2013.